# 烟杆藓目
烟杆藓目（学名：Buxbaumiales）为真藓纲的一个目。

## 下级分类
本目包括以下科：
- 烟杆藓科 Buxbaumiaceae
- 短颈藓科 Diphysciaceae